# الجمعية الإنسانية الأميركية
الجمعية الإنسانية الأمريكية هي منظمة غير ربحية في الولايات المتحدة تعمل على تعزيز الإنسانية العلمانية، فلسفة الحياة التي تؤكد -دون الإيمان بالله والمعتقدات الأخرى الخارقة للطبيعة- قدرة البشر ومسؤوليتهم على عيش حياة شخصية ذات إشباع أخلاقي تتطلع إلى الخير الأكبر للإنسانية.
تأسست الجمعية الإنسانية الأميركية سنة 1941 وتقدم حاليًا المساعدة القانونية للدفاع عن الحقوق الدستورية للأقليات العلمانية والدينية والضغط بنشاط على الكونغرس بشأن الفصل بين الكنيسة والدولة وقضايا أخرى، وتحافظ على شبكة الحركة الشعبية من 250 فرعًا محليًا والانخراط في النشاط الاجتماعي والمناقشة الفلسفية وأحداث بناء المجتمع، لدى الجمعية الإنسانية الأمريكية العديد من المنشورات، منها المجلة نصف الشهرية «الإنساني» ونشرة إخبارية ربع سنوية «العقل الحر» ومجلة علمية نصف سنوية تتضمن مقالات في فلسفة الإنسانية، وموقع إخباري يومي على الإنترنت TheHumanist.com)). وتقول المنظمة إن لديها أكثر من 34 ألف عضو.

## خلفية
بدأت سنة 1927 منظمة تسمى «الزمالة الإنسانية» الاجتماع في شيكاغو. بدأت الزمالة سنة 1928 نشر مجلة الإنساني الجديد مع إتش. جي. جريل بوصفه أول محرر. نشرت مجلة الإنساني الجديد في الفترة 1928-1936. بحلول عام 1935، أصبحت الزمالة الإنسانية «رابطة الصحافة الإنسانية» أول جمعية وطنية للإنسانية في الولايات المتحدة.
صدر أول بيان إنساني عن مؤتمر عقد في جامعة شيكاغو سنة 1933. كان من الموقعين الفيلسوف جون ديوي، لكن الأغلبية كانوا قساوسة وعلماء دين. حددوا الإنسانية بوصفها أيديولوجية تتبنى العقل والأخلاق والعدالة الاجتماعية والاقتصادية.
في يوليو 1939، دمجت مجموعة من الكويكرز، مستوحاة من البيان الإنساني لعام 1933 بموجب قوانين ولاية كاليفورنيا، جمعية الزمالة الإنسانية منظمةً دينية وتعليمية وخيرية غير ربحية مخولة بإصدار المواثيق في أي مكان من العالم وتدريبها وترسيم وزارتها الخاصة. مُنح الوزراء عند ترسيمهم نفس الحقوق والامتيازات التي يمنحها القانون للكهنة والوزراء والحاخامات من الديانات التوحيدية التقليدية.

## التاريخ
كان كيرتس ريس قائدًا سنة 1941 لإعادة تنظيم ودمج «جمعية الصحافة الإنسانية» بوصفها الجمعية الإنسانية الأمريكية. إلى جانب إعادة تنظيمها، بدأت الجمعية الإنسانية الأمريكية طباعة مجلة الإنساني. كان مقر الجمعية الإنسانية الأمريكية في يلو سبرنج، أوهايو ثم في سان فرانسيسكو، كاليفورنيا، وسنة 1978 أمهيرست، نيويورك. ثم انتقلت الجمعية إلى واشنطن العاصمة.
أصبحت الجمعية الإنسانية الأمريكية سنة 1952 عضوًا مؤسسًا في الاتحاد الدولي الإنساني والأخلاقي في أمستردام، هولندا.
كانت الجمعية الإنسانية الأمريكية أول منظمة عضوية وطنية تدعم حقوق الإجهاض. في نفس الوقت تقريبًا، تعاونت الجمعية الإنسانية الأمريكية مع الاتحاد الأخلاقي الأمريكي للمساعدة في ترسيخ حقوق المعارضين لحرب فيتنام. وشهدت هذه المرة أيضًا مشاركة أنصار الإنسانية في إنشاء أول جمعيات تذكارية وطنية، ما يمنح الناس وصولاً أوسع إلى بدائل أرخص من الدفن التقليدي. في أواخر ستينيات القرن الماضي، ضمنت الجمعية الإنسانية الأمريكية إعفاءً ضريبيًا دينيًا لدعم برنامج الاحتفال الخاص بها، ما سمح للمحتفلين الإنسانيين بالمشاركة قانونًا في حفلات الزفاف، وأداء وظائف القساوسة، وبطرق أخرى التمتع بنفس الحقوق التي يتمتع بها رجال الدين التقليديون.
سيطرت الجمعية الإنسانية الأمريكية سنة 1991 على الجمعية الإنسانية، وهي منظمة إنسانية دينية تدير الآن برنامج الاحتفال. منذ عام 1991 عملت المنظمة مساعدًا للرابطة الإنسانية الأمريكية لاعتماد الأعضاء المؤهلين للعمل وزراء خصوصًا. تعد وزارة الجمعية الإنسانية الكهنة الإنسانيين لقيادة الطقوس الاحتفالية. بدأت الجمعية الإنسانية الأمريكية عملية التخلي عن الإعفاء الضريبي الديني واستأنفت وضعها التعليمي حصريًا. اليوم اعترفت بالجمعية الإنسانية الأمريكية دائرة الإيرادات الداخلية الأمريكية مؤسسةً تعليمية غير ربحية، مُعفاة من الضرائب، ومنظمة تعليمية مدعومة من الجمهور.
أرقام العضوية متنازع عليها، لكن دجوبي وأولسون صنفها بأنها أقل من 50 ألف بالتأكيد. لدى الجمعية الإنسانية الأمريكية أكثر من 575 ألف متابع على فيسبوك وأكثر من 42 ألف متابع على تويتر.

## المساعدون والشركات التابعة
الجمعية الإنسانية الأمريكية هي منظمة مشرفة على مختلف المنظمات الإنسانية التابعة والمنظمات المساعدة.

### التحالف الإنساني الأسود
تأسس التحالف الإنساني الأسود التابع للجمعية الأمريكية الإنسانية سنة 2016 بوصفه أحد أعمدة «مبادرات العدالة الاجتماعية» الجديدة. مثل التحالف النسوي الإنساني والتحالف الإنساني للمثليين ومزدوجي الميل الجنسي ومغايري الهوية الجنسية، يستخدم التحالف الإنساني الأسود نهجًا متعدد الجوانب لمعالجة القضايا التي تواجه مجتمع السود. يهتم التحالف الإنساني الأسود «بمواجهة تعبيرات الهيمنة الدينية في السياسات العامة»، وكذلك بمواجهة الحرمان الاجتماعي والاقتصادي المؤثر في أمريكا السوداء بسبب قرون من التحيزات المتأصلة ثقافيًا.

### التحالف النسوي الإنساني
تأسس التحالف النسوي الإنساني -التجمع النسوي سابقًا- التابع للجمعية الإنسانية الأمريكية سنة 1977 تحالفًا من النساء والرجال داخل الجمعية الإنسانية الأمريكية للعمل من أجل النهوض بحقوق المرأة والمساواة بين الجنسين في جميع جوانب المجتمع. في الأصل كان يُسمى التجمع النسائي، وقد اعتُمد الاسم الجديد سنة 1985 كونه أكثر تمثيلًا لجميع أعضاء التجمع وأهدافه. على مر السنين، دعا أعضاء التجمع إلى تمرير تعديل المساواة في الحقوق وشاركوا في مظاهرات عامة ومختلفة، تتضمن مسيرات من أجل حقوق المرأة والحقوق المدنية. سنة 1982، أسس التجمع جائزته السنوية للبطلة الإنسانية، مع تقديم الجائزة الأولية إلى سونيا جونسون. ممن حصلوا على الجوائز تيش سومرز وكريستين كرافت وفران هوسكين. أعلن التجمع سنة 2012 أنه سينظم حول جهدين رئيسين: «إعادة التركيز على تمرير تعديل المساواة في الحقوق وتعزيز الإعلان العالمي لحقوق الإنسان».
أعاد التجمع النسوي سنة 2016 تنظيم التحالف بوصفه التحالف النسوي الإنساني، عنصرًا من «مبادرات العدالة الاجتماعية» الأكبر. كما هو مذكور في موقعه على الإنترنت أكد صقل الرؤية: «شراكة التحالف النسوي الإنساني الأنشط مع برامج التوعية وحملات العدالة الاجتماعية ذات الأهداف النسوية الشاملة بوضوح». هدفها الحالي هو إيجاد «حركة مدعومة من أجل النساء والمتحولين جنسيًا للنضال من أجل العدالة الاجتماعية. نحن متحدون لخلق مساحات شاملة ومتنوعة للنشطاء والداعمين على المستويين المحلي والوطني».

### التحالف الإنساني لمجتمع الميم
يلتزم التحالف الإنساني لمجتمع الميم -المعروف سابقًا باسم المجلس الإنساني للمثليين ومزدوجي الميل الجنسي والمتحولين جنسيًا- التابع للجمعية الإنسانية الأمريكية تعزيز المساواة. يسعى التحالف إلى تنمية مجتمعات آمنة ومؤكدة وتعزيز القيم الإنسانية وتحقيق المساواة الكاملة والتحرر الاجتماعي لأفراد مجتمع الميم.
بالتوازي مع التحالف الإنساني الأسود والتحالف النسوي الإنساني، أصبح التحالف الإنساني لمجتمع الميم سنة 2016 جزءًا أكبر من مبادرات العدالة الاجتماعية للجمعية الإنسانية الأمريكية.

### التعافي من الكوارث
سنة 2014، دمجت الجمعية الإنسانية الأمريكية ومؤسسة ما وراء الإيمان برامجها الخيرية الجمعيات الخيرية الإنسانية -تأسست عام 2005- والاستجابة الإنسانية للأزمات، تأسست عام 2011. وعلق روي سبيكهارت، المدير التنفيذي للجمعية الإنسانية الأمريكية: «هذا الاندماج خطوة إيجابية ستنمي جهود الإغاثة للمجتمع الإنساني. والنتيجة ستكون المزيد من الأموال الموجهة للأنشطة الخيرية، وتبديد الادعاء الكاذب بأن غير المؤمنين لا يتبرعون للأعمال الخيرية».
يعمل برنامج التعافي من الكوارث التابع لمؤسسة ما وراء الإيمان نقطةً محورية للاستجابة الإنسانية للكوارث الطبيعية الكبرى والأزمات الإنسانية المعقدة في جميع أنحاء العالم. ينسق البرنامج الدعم المالي إضافةً إلى المتطوعين الإنسانيين المدربين لمساعدة المجتمعات المتناثرة. يحفظ برنامج التعافي من الكوارث الشراكة المستمرة بين الجمعية الإنسانية الأمريكية ومؤسسة ما وراء الإيمان، ويضمن أن تكون جهود مجتمعنا مركزية وفعالة.
بين عامي 2014 و2018 جمع برنامج التعافي من الكوارث الإنساني أكثر من 250 ألف دولار لضحايا أزمة اللاجئين السوريين، والأطفال اللاجئين على حدود الولايات المتحدة، الإعصار المداري سام، وزلزال نيبال والإكوادور، وإعصار ماثيو في هايتي، وإعصاري إيرما وماريا. إضافةً إلى المنح لجهود الانتعاش، ساعد المتطوعون أيضًا في إعادة بناء المنازل والمدارس في المواقع التالية: كولومبيا، ساوث كارولينا بعد إعصار جواكين، دنهام سبرينجزن، لويزيانا، هيوستن تكساس بعد الفيضانات من إعصار هارفي.

## رؤساء الجمعية الإنسانية الأمريكية[28]
1941 -1943 ريمون ب. براج
1944- 1946 إي بورديت باكوس
1947-1948 جيه. هوتون هايند
1949- 1950 كيرتس دبليو ريس
1951- 1955 لويد ل. مورين
1956- 1958 هيرمان جيه مولر
1959- 1961 جورج ل
1062- 1965 وشتي ماكولوم
1966- 1968 روبرت دبليو مكوي
1969- 1972 لويد ل. مورين
1973- 1979 بيت تشامبرز
1979- 1980 لويس آر جومبيرج
1980- 1984 لايل ل. سيمبسون
1985- 1992 اسحاق اسيموف (حتى وفاته في 6 أبريل 1992)
1992- 1993 سوزان آي بول
1992– 2007 كورت فونيغوت (رئيس الفخري من مايو 1992 حتى وفاته 11 أبريل 2007)
1993- 1994 مايكل دبليو فيرنر
1995- 2002 إد دوير مارس
2003- 2008 ميل ليبمان
2009- 2012 غور فيدال (رئيس فخري حتى وفاته 31 يوليو)
2009- 2012 ديفيد نيوس
2013- 2018 ريبيكا هيل
2019- الآن سونيل بانيكاث

## وصلات خارجية
- الموقع الرسمي